# أنابينة رقيقة
أنابينة رقيقة (الاسم العلمي: Anabaena delicatula) هي نوع من البكتيريا تتبع جنس الأنابينة من الفصيلة النوستكية.